# Trevor Donovan
Trevor Donovan Neubauer (ur. 11 października 1978 w Bishop) – amerykański aktor i model. Najbardziej znany z roli Teddy’ego Montgomery w serialu 90210. Kuzyn aktora Erica Szmandy.

## Życiorys

### Wczesne lata
Urodził się w Bishop, w stanie Kalifornia w rodzinie rzymskokatolickiej. Jego młodszy brat Jake został strażakiem w Sacramento. Wychowywał się w Mammoth Lakes w Kalifornii. Jako dziecko uwielbiał telewizję i filmy. Był jednak strasznie nieśmiały i nigdy nie myślał, że zostanie aktorem, zanim przeprowadzi się do Los Angeles. Uczestniczył na zajęciach sportowych, zwłaszcza jeździł na snowboardzie i na nartach, był członkiem amerykańskiej drużyny narciarskiej nastolatków. Opanował grę na gitarze i śpiewał w zespole punkowym. Ukończył The Art Institute of Los Angeles i uzyskał tytuł licencjata w zakresie projektowania graficznego.

### Kariera
Swoją karierę zaczął od gościnnych występów w sitcomie Fox Pięcioraczki (Quintuplets, 2004). Od 1 czerwca do 17 października 2007 grał małą rolę Jeremy'ego Hortena w operze mydlanej NBC Dni naszego życia (Days of Our Lives). 
W czerwcu 2009 dołączył do obsady serialu 90210, wcielając się w rolę Teddy’ego Montgomery; jego postać została przemieniona na homoseksualistę. Na kinowym ekranie pojawił się po raz pierwszy jako Surrie/Greer w filmie sensacyjnym science fiction Surogaci (2009) u boku Bruce'a Willisa, a potem zagrał w horrorze Raj utracony (Paradise Lost, 2010).
W 2022 był uczestnikiem trzydziestej pierwszej edycji programu Dancing With the Stars, a jego partnerką była została Emma Slater.

## Filmografia

### Filmy fabularne
- 2009: Surogaci jako Surrie/Greer
- 2010: Paradise Lost jako Troy
- 2010: Chętni na kasę jako Sobowtór ciała Rahwaya
- 2011: Birds of a Feather jako Trevor
- 2012: Savages: Ponad bezprawiem jako Matt/Chłopak Magdy
- 2012: Truskawkowe lato jako Jason Keith
- 2013: A Snow Globe Christmas jako Eric
- 2014: Macki Trójkąta Bermudzkiego jako Dowódca Trip Oliver
- 2015: Paradi$e jako Brandon King
- 2015: Miłość znajdzie cię wszędzie: Charm jako Noah Weaver
- 2016: JL Ranch jako Brady
- 2016: Love on a Limb jako Kyle Sorensen
- 2018: Ucieczka w miłość (Runaway Romance, TV) jako Hunter Banning

### Seriale TV
- 2000: CSI: Kryminalne zagadki Las Vegas jako Spartanin
- 2004: Pięcioraczki (Quintuplets) jako kelner
- 2007: Dni naszego życia (Days of Our Lives) jako Jeremy Horten
- 2008: 90210 jako Teddy Montgomery
- 2009: Jej Szerokość Afrodyta jako Keith
- 2010: Melissa i Joey jako Austin/Alistair
- 2012: Lista klientów jako Dashiell Codd
- 2015: Texas Rising - Narodziny Republiki jako Kit Acklin
- 2016: Confessions of a Hollywood Bartender jako Dale
- 2017: Agenci NCIS jako komandor Thomas Buchner
- 2018: Lucyfer jako Max Evans